# Hadouken!
Hadouken! est un groupe de musique électronique britannique, originaire de Leeds. Il se rattache à la vague nu rave popularisée par des groupes tels que Klaxons ou CSS. Formé en 2006, il fait partie des groupes qui doivent une partie de leur popularité à MySpace et YouTube.
En effet, le premier morceau du groupe, That Boy that Girl, est ainsi diffusé, et crée un buzz. Hadouken! signe chez Atlantic Records et est particulièrement soutenu par le NME qui, dans son édition du 26 mai 2007, estime que c'est le nouveau groupe qu'il faut découvrir durant les festivals. Hadouken! compte plusieurs EP sur le label français Kitsuné Music et c'est un groupe remixé dans le monde de l'electro. En 2011, le groupe signe chez Ministry of Sound. Ils annoncent une pause d'une durée indéterminée le 10 novembre 2014.

## Biographie

### Débuts (2006)
Après avoir formé le label, Smith écrit des démos pour Hadouken!. En février 2007, Hadouken! auto-produit une vinyle deux pistes en édition limitée, un double face A de That Boy that Girl et Tuning In. Le premier gagne en popularité au NME Chart de MTV2. Hadouken! joue son premier concert au Dirty Hearts Club à Southend le 16 septembre 2006. Ils jouent leur premier concert à Londres la semaine suivante à l'événement Another Music Another Kitchen au Proud Gallery de Camden.
Le groupe se fait remarquer en 2006. Néanmoins, ce n'est qu'en 2007 que le succès frappe le groupe[style à revoir]. En janvier 2007, Mike Skinner de The Streets joue leur futur single That Boy that Girl sur la BBC Radio 1 présente à l'émission de Zane Lowe. En février 2007, le groupe publie ce qui est considéré de phénomène Internet et décrit comme sauvage et ingénieux par le NME : le single double face A That Boy that Girl/Tuning In à leur propre label, Surface Noise Records. Un clip du morceau est aussi tourné par un ami, Bobby Harlow, qui atteint le classement MTV2/NME. Ce dernier, Tuning In (rebaptisé H! Re-rub) apparait sur la compilation Kitsuné Maison Compilation 4 du label Kitsuné Music. Le remix du single est publié le 7 mai 2007.
Liquid Lives est publié comme second single le 25 juin 2007. Le morceau est modérément diffusé sur MTV2. Le clip est diffusé sur MTV2 Live. Liquid Lives marque les premiers pas de Hadouken! dans l'UK Singles Chart, (36e place) en juillet. En juin 2007, le groupe effectue une tournée britannique avec le groupe de punk-electro Does It Offend You, Yeah? et le rappeur Example.

### Music for an Accelerated Culture(2007–2008)
Le troisième single de Hadouken!, Leap of Faith, est publié le 12 novembre 2007. Le morceau fait partie de leur mixtape Not Here to Please You. La mixtape, ou EP, comprend des remixes de Bloc Party et Plan B et un nouveau remix d'un morceau Bolt Action Five. Entre et septembre, octobre et novembre 2007, Hadouken! joue en tournée avec un autre groupe local originaire de Leeds, Shut Your Eyes and You'll Burst Into Flames, ainsi que The Whip, The Ghost Frequency et Late of the Pier. La tournée se fait en parallèle à la sortie de leur single Leap of Faith et de leur mixtape Not Here to Please You.
Le 7 janvier 2008, Hadouken! participent à l'émission de Zane Lowe sur la BBC Radio 1. À l'émission, Hadouken! explique que leur single Leap of Faith est une expérimentation et que le prochain album sera sans doute basé vers la dance dans le genre The Prodigy et The Chemical Brothers. Le 17 février 2008, le groupe sort un morceau de leur futur album, Get Smashed Gate Crash sur MySpace. Le 3 mars 2008, Hadouken! annonce le titre de l'album, Music for an Accelerated Culture.

### For the Masses(2009–2011)
À la mi-2009, le groupe enregistre son deuxième album, For the Masses, aux Pays-Bas avec le producteur Noisia. En août, le groupe confirme la sortie du M.A.D. EP, qui comprend trois nouveaux morceaux et trois remixes du morceaux M.A.D.. L'EP est publié en téléchargement en septembre. Le groupe publie son single, Turn the Lights Out, le 10 novembre 2009 sur Myspace. Leur deuxième album, For the Masses, est publié le 25 janvier 2010.
Le 25 janvier 2010, Hadouken! sort For the Masses. L'album est suivi par un nouveau mix du single Mic Check qui sample Never Gonna Let You Go de Tina Moore.
En mai 2010, Hadouken! écrit l'hymne Things Could Only Get Worse pour le Parti travailliste britannique pour les élections générales de 2010. Hadouken! révèle en mai 2010 sur Twitter travailler sur un troisième album. En 2011, le groupe joue au London's O2 Arena, pour la Transformation Trust Rock Assembly.

### Every Weekendet pause (2011–2014)
Le 18 avril 2011, Hadouken! signe au label indépendant Ministry of Sound avec qui ils publient deux singles, Bad Signal et Parasite.
Le 12 avril 2012, Zane Lowe diffuse leur nouveau single Parasite sur la BBC Radio 1. Le 12 juin 2012, Zane Lowe donne à Bad Signal, leur nouveau single, publié le 5 août 2012, sa première diffusion sur la BBC Radio One. Le 27 décembre 2012, le groupe annonce le titre de leur album studio, Every Weekend à leur propre label Surface Noise Recordings.
Le 22 janvier 2013, Hadouken! sort le clip du morceau People are Awesome 2013. L'album Every Weekend est publié le 18 mars 2013. Le 10 novembre 2014, Hadouken! annonce être en pause depuis Facebook.

## Style musical
Le groupe se présente sous la forme traditionnelle d'un groupe de rock, avec une batterie, un synthétiseur, une guitare et une basse. Mais il se différencie par le fait que le chanteur, rappe plus qu'il ne chante, et par l'utilisation omniprésente d'un synthétiseur et de sons divers. Par exemple, le tube That Boy that Girl utilise des sons issus de la Nintendo Game Boy, le chiptune. (à ce propos, il faut savoir que le nom Hadouken! est tiré du Special Move Hadōken de la série de jeux vidéo Street Fighter). Lors de la sortie des Sims 3 : Accès VIP, leur tube M.A.D est interprété en similish pour la radio « électronique. »

## Esthétique
Le groupe Hadouken! se caractérise aussi par une esthétique particulière, que ce soit dans les vêtements ou dans les clips, avec une utilisation prononcée des couleurs fluorescentes, ce qui a créé un effet de mode[Information douteuse]. De nombreux jeunes ont tendance à copier cette façon de s'habiller, portant des vêtements aux couleurs vives, parfois volontairement "ringards" et des baskets colorées. Le NME en particulier s'est vite approprié cette mode et parle de fluorescent adolescents ou Fluo Kids.

## Membres
- James Smith - chant (depuis 2006)
- Dan Rice - guitare, synthétiseur, chœurs (depuis 2006)
- Chris Purcell - basse, synthétiseur, chœurs (depuis 2006)
- Nick Rice - batterie (depuis 2006)
- Alice Spooner - synthétiseur, claviers (depuis 2006)

## Discographie

### Albums studio
- 2008 : Music for an Accelerated Culture (Atlantic Records)

1. Get Smashed Gate Crash - 3:21
2. That Boy That Girl - 3:32
3. Game Over - 3:35
4. Declaration of War - 3:11
5. Mr Misfortune - 3:17
6. Crank It Up - 3:00
7. What She Did - 3:18
8. Driving Nowhere - 3:48
9. Liquid Lives 2:51
10. Spend Your Life - 3:13
11. Wait for You - 4:00

- 2010 : For the Masses (Surface Noise/EMI)

1. Rebirth - 4:30
2. Turn the Lights Out - 3:53
3. M.A.D - 3:26
4. Evil - 3:56
5. House Is Falling - 4:10
6. Mic Check - 3:26
7. Ugly - 4:05
8. Bombshock - 3:54
9. Play the Night - 4:13
10. Lost - 4:16
11. Retaliate (iTunes Bonus Track) - 4:07

- 2013 : Every Weekend (Surface Noise/EMI)

1. The Vortex - 4:00
2. Levitate - 4:45
3. Bliss Out - 3:23
4. As One - 4:32
5. Parasite - 4:33
6. Bad Signal - 3:56
7. Stop Time - 4:08
8. Spill Your Guts - 4:04
9. The Comedown - 4:26
10. Daylight - 2:59
11. Oxygen (Bonus Track) - 4:25
12. Mecha Love (Bonus Track) - 4:48

### EP
- 2007 : Liquid Lives'
- 2007 : Mixtape
- 2007 : Not Here to Please You
- 2007 : Love, Sweet and Beer
- 2008 : iTunes Live: London
- 2009 : M.A.D.
- 2011 : Oxygen
- 2012 : Levitate
- 2012 : Bad Signal
- 2012 : Parasite

### Singles
- 2007 : That Boy that Girl
- 2007 : Liquid Lives
- 2007 : Bounce
- 2007 : Leap of Faith
- 2007 : Love, Sweet and Beer
- 2008 : Get Smashed Get Crash
- 2008 : Declaration of War
- 2008 : Crank It Up
- 2009 : M.A.D
- 2010 : Mecha Love
- 2010 : Turn The Lights Out
- 2010 : Mic Check
- 2010 : House Is Falling